# Afrowiórka namibijska
Afrowiórka namibijska (Geosciurus inauris) – gatunek ssaka z rodziny wiewiórkowatych występujący w Afryce od Namibii do Republiki Południowej Afryki. Zamieszkuje suche środowiska, takie jak sawanny.

## Wygląd
Długość ciała 43,5 – 47,6 cm. Masa 423-649 g. Samce większe od samic. Futro krótkie, na grzbiecie brązowe, na brzuchu, szyi, pysku i łapach białe. Skóra czarna. Ogon biały, niemal równy długości ciała, w gorące dni służy jako parasol – wiewiórki unoszą go i chronią się w jego cieniu przed słońcem. Małe uszy.

## Tryb życia
Dzienny tryb życia. Żyją w wykopanych w ziemi norach. Są terytorialne. Żyją w stadach złożonych z 1-4 samic i ich młodych. Samce zbierają się w osobne, ściśle zhierarchizowane stada liczące do 19 osobników. Żywią się trawą, ziołami, nasionami, bulwami i owadami.

## Rozmnażanie
Rozmnażają się przez cały rok, najczęściej w zimie. Są poligamiczne – zarówno samice, jak i samce mają wielu partnerów. Po 42-49 dniach ciąży samica rodzi 1-3 ślepe, nagie młode, które karmi mlekiem przez ok. 52 dni. 45 dnia małe są już na tyle duże, by pierwszy raz wyjść z nory. Po około 153 dniach młode są już w pełni samodzielne i osiągają rozmiary dorosłych osobników. Samce są zdolne do rozrodu w wieku ośmiu miesięcy, samice – 2 miesiące później. Samice całe życie spędzają w rodzinnej grupie, samce odchodzą po osiągnięciu dojrzałości płciowej. Najstarszy znany osobnik żył 11,5 roku.

## Korelacje z innymi gatunkami
Afrowiórki namibijskie stanowią pożywienie drapieżników afrykańskich, zwłaszcza szakala czaprakowego, żmii sykliwej i warana stepowego. Jej nory są wykorzystywane jako schronienia przez surykatki i mangusty lisie. Wiewiórki często żyją w pobliżu surykatek. Pozwalają im korzystać ze swoich nor, w zamian za co surykatki ostrzegają je przed niebezpieczeństwem.